# Oto Matický
Oto Matický (Bratislava, 30 giugno 1963) è un ex cestista e allenatore di pallacanestro slovacco, fino al 1992 cecoslovacco.

## Carriera
Con la Cecoslovacchia ha disputato due edizioni dei Campionati europei (1985, 1987).

## Palmarès

### Giocatore
- Campionato austriaco: 3

Möllersdorf: 1990-91, 1993-94, 1999-00
- Coppa d'Austria: 3

Möllersdorf: 1997, 2000
Arkadia Traiskirchen Lions: 2001

#### Individuali
- MVP del campionato cecoslovacco: 3

1987, 1988, 1989
- Miglior giocatore slovacco: 6

1987, 1988, 1989, 1994, 1995, 1996